# 장서영
장서영(본명: 김서영, 1989년 9월 26일 ~ )은 대한민국의 가수, 뮤지컬 배우이다.

## 학력
- 백제예술대학교 뮤지컬학과 전문학사

## 음반
- 2018년 디지털 싱글 오빠 힘내세요
- 2019년 EP(미니) 사랑은 무한리필
- 2019년 디지털 싱글 슬픈 사랑 이야기

## 뮤지컬
- 2014년 사랑을 이루어 드립니다 - 장미 역
- 2015년 그대와 영원히 - 오수지 역
- 2016년 별의 여신 선덕 - 선화공주 역
- 2016년 정난주 - 정순왕후 역
- 2017년 올 댓 재즈 - 한수연 역